# Hinea
Genre
Hinea est un genre de mollusques gastéropodes de la famille des Planaxidae.

## Liste d'espèces
Selon BioLib (14 février 2019) :
- Hinea brasiliana (Lamarck, 1822)
- Hinea inepta A.A. Gould, 1861
- Hinea mollis Sowerby, 1823

Selon Catalogue of Life (14 février 2019) et World Register of Marine Species (14 février 2019) :
- Hinea brasiliana (Lamarck, 1822)
- Hinea fischeri (de Raincourt, 1884) †
- Hinea inepta (Gould, 1861)
- Hinea paulensis Lozouet & Maestrati, 1994 †